# Abbaye Notre-Dame du Landais
L’abbaye Notre-Dame du Landais (ou Saint-Pierre du Landais) est une ancienne abbaye cistercienne, fondée par les moines de l'abbaye de l'Aumône, et qui était située sur le territoire de la commune de Frédille, dans l'Indre.

## Histoire

### Fondation
Le site du Landais, appelé initialement « Fonstable » (fons stabile), est un lieu de prière et d'ermitage dès 1115. Il semble qu'à l'instar d'autres futures abbayes cisterciennes du Limousin et du Berry (La Colombe, Gondon, etc.), une vie érémitique ait précédé la règle monastique, favorisée par les seigneurs de Buzançais.
Les moines cisterciens de l'Aumône sont en tout cas sollicités (peut-être par l'archevêque de Bourges) pour venir encadrer cette fondation religieuse et la placer dans le giron cistercien. Arrivés en 1129, les moines sont rapidement à la tâche : l'abbatiale est consacrée dès 1135. L'abbaye est placée sous protection pontificale par Eugène III en 1147.

### Moyen Âge
L’abbaye est relativement prospère et accueille de nombreuses vocations : dès 1137 elle est sollicitée par l'archevêque de Bourges pour fonder une abbaye-fille à Barzelle. Il semble que l'abbatiale ait dû être reconstruite, plus vaste, au XIIIe siècle. Son rayonnement est également économique, l'abbaye possédant à son apogée une forge, sept moulins, onze granges et plusieurs maisons. Les moines ont d'autre part assaini le terrain et creusé six étangs sur leurs terres. Enfin, elle jouit d'un certain prestige intellectuel puisqu'en 1227 son abbé est appelé à Rome pour se faire l'avocat de la cause cistercienne auprès du pape Grégoire IX.

### La commende
À la fin du Moyen Âge et comme toutes les autres abbayes cisterciennes à la même époque, l'abbaye du Landais tombe sous le régime de la commende. En conséquence, sa réputation et sa prospérité diminuent. De surcroît, en 1568, des compagnies protestantes, probablement les lansquenets de Wolfgang de Bavière, incendient l'abbaye. 

### La Révolution
En 1791, alors que ne restent que trois moines au monastère, l'abbaye du Landais est fermée et vendue comme bien national. En 1848, elle est démolie pour servir de carrière de pierres.

## L'abbaye
L'église abbatiale était d'une taille assez importante : cinquante-six mètres de longueur et 18,5 mètres de largeur. La nef  était voûtée en croisée d'ogives et haute de dix-sept mètres. Le plan, cistercien traditionnel, reprenait le classique chevet plat avec deux chapelles de chaque côté du chœur. Les murs étaient peints ; il en reste une fresque de la Vierge à l'Enfant dans la chapelle Sud, ainsi qu'une autre représentant probablement saint Bernard.

## Filiation et dépendances
Le Landais est fille de l'abbaye de l'Aumône et mère de celle de Barzelle.